# Friedrich Christoph Viktor Lüder von Oertzen
Friedrich Christoph Viktor Lüder von Oertzen, auch Victor Friedrich Christoph Lüder v. O.  (* 4. Januar 1773 in Neustrelitz; † 3. Mai 1853 Schwedt/Oder) war ein preußischer Generalmajor.

## Leben

### Herkunft
Seine Eltern waren der mecklenburg-strelitzsche Hofmarschall Viktor Wilhelm von Oertzen (* 20. März 1737; † 2. Mai 1782) und dessen Ehefrau Elisabeth Ida, geborene von Bülow (* 1746; † 13. September 1783) aus dem Hause Wedendorf-Pofrent.

### Laufbahn
Oertzen wurde zunächst zu Hause unterrichtet und besuchte die Schule in Bützow. Am 18. Januar 1788 trat er als Gefreitenkorporal in das Regiment der Garde der Preußischen Armee. Dort wurde er am 20. November 1788 Portepeefähnrich sowie am 22. Oktober 1790 wirklicher Fähnrich. Im Ersten Koalitionskrieg kämpfte Oertzen bei der Belagerung von Mainz, den Schlachten bei Pirmasens und Kaiserslautern sowie den Gefechten beim Kettrichhof und Trippstadt. In der Zeit wurde er am 27. Januar 1794 Sekondeleutnant.
Nach dem Krieg wurde Oertzen am 21. Juli 1801 Premierleutnant sowie am 5. Januar 1805 Stabskapitän. Im Vierten Koalitionskrieg kämpfte er in der Schlacht bei Auerstedt. Auf dem Rückzug kam er nach Kolberg und nahm an der Verteidigung der Festung teil.
Am 23. Februar 1807 wurde Oertzen als Kommandeur zum 3. Neumärkischen Reserve-Bataillon (Nr. 8) versetzt. Auf Vorschlag von Gneisenau erhielt er am 31. Juli 1807 den Orden Pour le Mérite für seinen Beitrag zur Verteidigung von Kolberg. Am 20. August 1808 kam er als Hauptmann und Kompaniechef in das Leibinfanterie-Regiment Nr. 8. Dort wurde er am 24. März 1812 Major. Im Feldzug von 1812 kämpfte Oertzen in den Gefechten bei Baust, Ruhenthal, Eckau und Wallgrund. Während der folgende Befreiungskriege kämpfte er in den Schlachten bei Katzbach, Leipzig, Laon sowie den Gefechten bei Königswartha, Bunzlau, Freyburg sowie bei Wartenburg. Bei Königswartha erwarb er das Eiserne Kreuz II. Klasse, wurde aber auch verwundet. Für Wartenburg erhielt Oertzen den Orden der Heiligen Anna II. Klasse und den Orden des Heiligen Wladimir IV. Klasse sowie für Leipzig am 16. Dezember 1813 das Eiserne Kreuz I. Klasse. Am 10. April 1814 wurde er zum II. Ersatz-Bataillon versetzt und am 3. Oktober 1815 unter Beförderung zum Oberstleutnant zum Bataillonskommandeur ernannt. Am 5. April 1816 kam er als Kommandeur zum 4. Westfälischen Landwehr-Regiments und wurde in dieser Stellung am 30. März 1819 mit Patent vom 7. April 1819 zum Oberst befördert. Am 8. März 1820 wurde er dann als Kommandeur in das 13. Landwehr-Regiment versetzt.
Seine Schwerhörigkeit machte Oertzen felddienstuntauglich und so nahm er am 13. Juni 1825 seinen Abschied als Generalmajor mit gesetzlicher Pension. Am 17. November 1825 bekam er 500 Taler geschenkt, um seinen Umzug nach Schwedt zu finanzieren. Er starb dort am 3. Mai 1853.
Der General von Thielmann schrieb über ihm im Jahr 1819: „Verdient wegen seiner rühmlichen Tätigkeit besonderer Erwähnung. Sein Gehör hat sehr abgenommen, hindert ihn aber nicht an der Erfüllung seiner jetzigen Pflichten.“

### Familie
Oertzen heiratete am 12. April 1796 in Potsdam Karoline Bernhardine Henriette von Gentzkow (* 5. Dezember 1776; † 9. November 1850), Tochter des Dichters und Gutsbesitzers auf Dewitz Johann Adolf Friedrich von Gentzkow (1731–1782).